# Delfin Albano
Delfin Albano (in passato Magsaysay) è una municipalità di quarta classe delle Filippine, situata nella Provincia di Isabela, nella Regione della Valle di Cagayan.
Delfin Albano è formata da 29 baranggay:
- Aga
- Andarayan
- Aneg
- Bayabo
- Calinaoan Sur
- Caloocan
- Capitol
- Carmencita
- Concepcion
- Maui
- Quibal
- Ragan Almacen
- Ragan Norte
- Ragan Sur (Pob.)
- Rizal (Ragan Almacen Alto)

- San Andres
- San Antonio
- San Isidro
- San Jose
- San Juan
- San Macario
- San Nicolas (Fusi)
- San Patricio
- San Roque
- Santo Rosario
- Santor
- Villa Luz
- Villa Pereda
- Visitacion